# Małaja Muksałma
Małaja Muksałma – mała wyspa w europejskiej części Rosji, w obwodzie archangielskim, na Morzu Białym. Należy do archipelagu Wysp Sołowieckich. Powierzchnia wyspy wynosi 0,57 km². W pobliżu leży wyspa Bolszaja Muksałma.